# Mazda 110 S Cosmo Sport

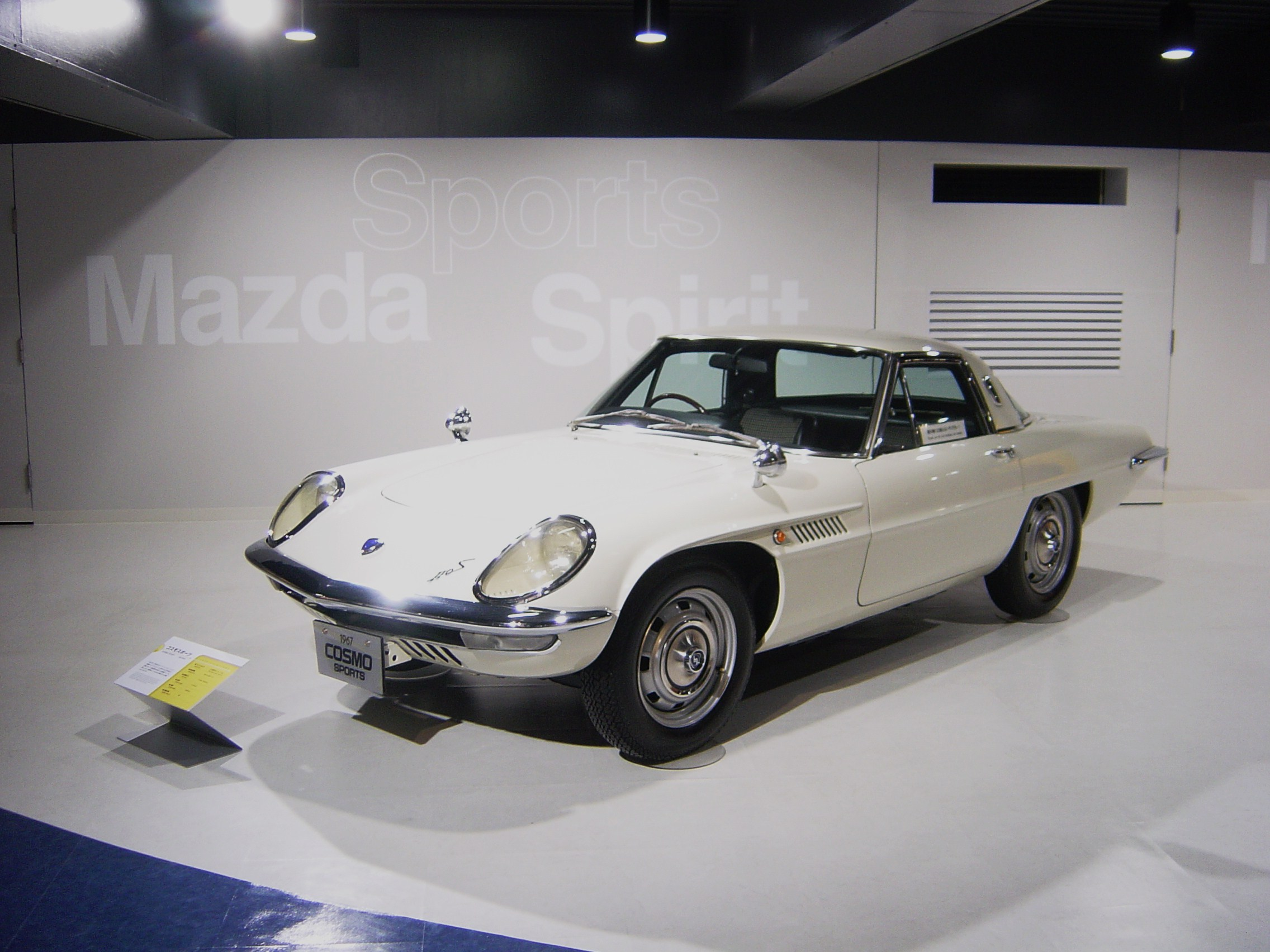
Mazda Cosmo

A Mazda 110 S Cosmo Sport modellt 1967 és 1972 között gyártották. Kétüléses kupé, melyet 1968-tól hosszított tengelytávval gyártottak. Ez volt az első szériagyártású személygépkocsi, melyet egy 2 tárcsás Wankel-motor hajtott, 81kW, 110 lóerős teljesítménnyel. 1968-tól az 1,0 literes kamratérfogatú motor teljesítménye 94kW, 128 lóerőre emelkedett. 1519 darabot gyártottak belőle.
Mazda Cosmo Sport
A Cosmo-projekt 1962 decemberében indult útjára. Az első kéttárcsás prototipus motor 1963 júliusára, az első vezethető prototipus pedig 1963 augusztusára készült el. Utóbbit a Tokyo Motorshow-n „L402A projekt“ néven mutatták be. Az L8A prototipus motor 2 x 398 cm³ kamratérfogattal rendelkezett. A következő generációs L10A kódjelű motor 2 x 491 cm³ kamratérfogattal és az alacsony fordulatszám-tartományokban megnövekedett forgatónyomatékkal rendelkezett. Teljesítménye 81kW, 110 lóerö. 1966 augusztusában 80 darab előszériás autó készült, melyből 60 darabot japán kereskedéseknek szállítottak ki tesztelés céljára. Az első, L10A szériaverzióból (1967. május 30 – 1968. július) 343 darabot, a második, L10B-ből (1968. július 13 – 1972. szeptember) pedig 1176 darabot állítottak elő. Az L10B kódjelű motor kamratérfogata megegyezett az L10A kódjelű motoréval, de vezérlési idejét megváltoztatták, ígteljesítménye 94kW, 128 lóerő-re emelkedett. Összesen 1519 darab széria gépkocsit gyártottak a Cosmo Sport modellből (1599 darab, ha beleszámoljuk az előszériát is). A Cosmo Sportot csak Japánban árusították.
Cosmo tipusjelzéssel egészen 1995-ig folytatódott a különböző utódmodellek gyártása.